# Reincidentes
Reincidentes es un grupo español de punk rock procedente de Sevilla, con canciones críticas con la sociedad actual y que tratan temas diversos, desde el derecho al aborto, el maltrato, el comunismo, el andalucismo, el anticapitalismo, hasta el conflicto árabe-israelí. También han musicalizado poemas de Miguel Hernández y versionado temas de cantautores como León Gieco, Silvio Rodríguez, Víctor Jara y Alí Primera. Según su líder Fernando Madina: No nos consideramos punks, ni rockers (...) Nosotros hacemos rock’n’roll y punto.

## Historia
El germen de Reincidentes se encuentra en la banda sevillana Incidente Local, que tuvo un fugaz paso por la escena de su ciudad entre 1985 y 1986. Posteriormente, los integrantes se involucraron activamente en las protestas estudiantiles de 1987, dando un concierto en la Universidad de Sevilla, por entonces ocupada por los estudiantes.
Después de esto, Reincidentes dio un gran paso hacia su consolidación al grabar en los estudios de Juanjo Pizarro. La maqueta que salió del estudio les sirvió para participar en un concurso de rock promovido por la Diputación de Sevilla en 1989, donde quedaron finalistas. Desde entonces, Reincidentes ha crecido y se ha convertido en una de las bandas de rock de corte más social de Andalucía y España.
Entre sus temas más conocidos están Andalucía entera (dedicado al pueblo de aspiraciones comunistas Marinaleda), La historia se repite, Camela-3 (crítica a la manipulación informativa, atacando directamente a la cadena de televisión Antena 3), Vicio, Hablando con mi cerebro, Un pueblo (sobre el conflicto vasco, con la colaboración de Fermin Muguruza) o Ay Dolores (dedicada a las mujeres maltratadas, y donde se incluyen coros flamencos). 
En su obra queda reflejada su ideología de izquierdas, como demuestran temas como Sáhara adelante (de apoyo al Sáhara Occidental), México levanta (en favor del movimiento zapatista), La republicana (en favor de la República Española) o Resistencia (de apoyo a la Revolución Cubana). En algunas de sus canciones, como Andaluces Levantaos (versión del himno de Andalucía) o Jornaleros andaluces, han tratado temas andalucistas. En su disco América: canciones de ida y vuelta, interpretan versiones de bandas y solistas hispanoamericanos, varios de ellos identificados con la música protesta y pensamientos izquierdistas. El grupo ha participado en numerosas ediciones de la histórica Fiesta del PCE.
Reincidentes es una banda que no solo no está en contra de la piratería en la industria musical sino que la definen como "muy beneficiosa" para músicos y autores, ya que consideran que con ella, las bandas alejadas de los circuitos comerciales, pueden llegar a ser conocidos por un público muchísimo más numeroso y facilitar la realización de conciertos, que a su juicio es de donde verdaderamente le llega dinero al músico.

## Componentes
- Manuel J. Pizarro Fernández: Batería.
- Fernando Madina Pepper: Bajo y voz principal.
- Juan M. Rodríguez Barea: Guitarra y voz.
- Javi Chispes: Guitarra y voz.
- Carlos Domínguez Reinhardt: Técnico de sonido.

Además de los componentes habituales, la banda ha contado con la colaboración en algunos temas de músicos como Rosendo, Juanjo Pizarro, Enrique “el Drogas” de Barricada, Mohamed de Mägo de Oz, Kutxi Romero de Marea, Iván Jiménez "el Flaco" de Out'n outers, Robe Iniesta de Extremoduro, Evaristo de La Polla Records y Gatillazo o Fermín Muguruza, de Kortatu y Negu Gorriak. 
Uno de los componentes, José Luis Nieto "Selu", que tocaba el saxofón, dejó la banda en 1993 y fue sustituido por Finito de Badajoz a la guitarra, lo que modificó y endureció el sonido del grupo. Selu murió en 2020.
En febrero de 2021 comunicaron que Finito de Badajoz "Candy" se separaba amistosamente de la banda tras 27 años juntos para explorar nuevos campos en lo artístico y personal. Pocos días después anunciaron que su sustituto será Javi Chispes (Maniática, Banda Jachís) con quien ya habían colaborado en otros proyectos.

## Discografía

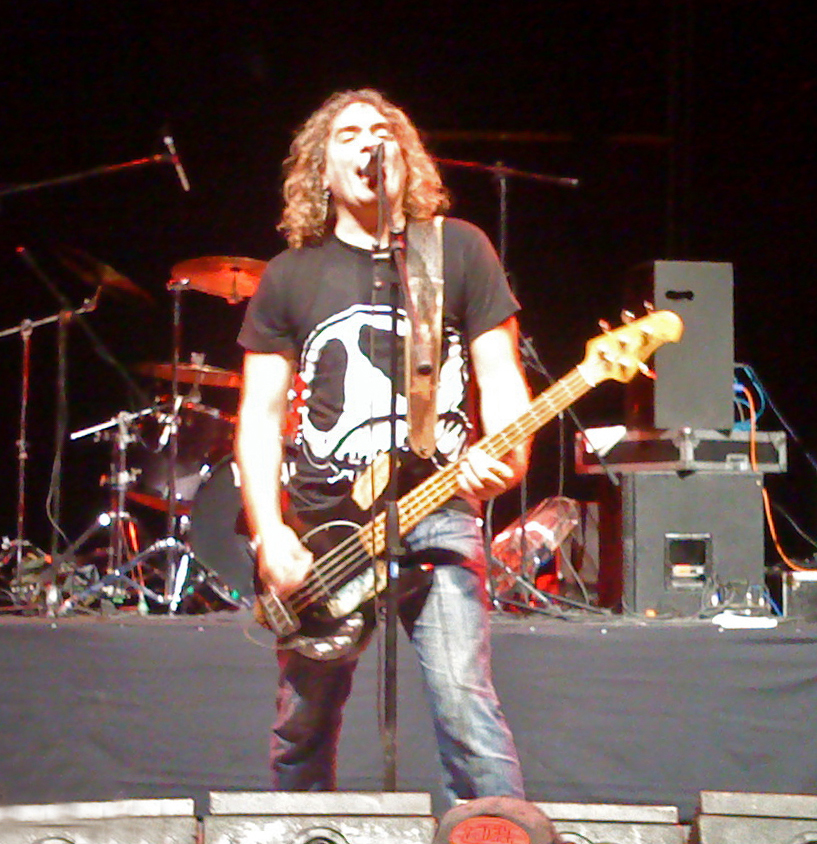
Reincidentes en Santiago de Chile en marzo de 2011.

- Reincidentes. Discos Trilita, 1989, reeditado por Discos Suicidas.
- Ni un paso atrás. Discos Suicidas, 1991.
- ¿Dónde está Judas? Discos Suicidas, 1992.
- Sol y rabia. Discos Suicidas, 1993.
- Nunca es tarde... si la dicha es buena. Discos Suicidas, 1994.
- Materia reservada. Discos Suicidas, 1997.
- ¡Te lo dije!. Ariola/RCA, 1997.
- Algazara, BMG Ariola/RCA, 1998. [Directo]
- ¿Y ahora qué? BMG Ariola/RCA, 2000.
- La otra orilla. Boa Music, 2001. [EP]
- Cosas de este mundo. Locomotive Music, 2002.
- Acústico. Locomotive Music, 2004. [Reediciones en acústico]
- El comercio del dolor. Locomotive Music, 2005.
- Dementes. Locomotive Music, 2006. [CD + CD multimedia]
- América: Canciones de ida y vuelta, Realidad Musical, 2008. [Versiones]
- Tiempos de ira, Maldito Records, 2011.
- Aniversario, 2013. [DVD + CD versiones + CD temas nuevos]
- Awkan: Haciendo hablar al silencio, 2015. [CD 6 temas nuevos + CD directo + DVD directo]
- Vergüenza, 2017.
- En directo tras la cuarentena, 2020.
- ¡Peligro!, 2025.

Recopilatorios
- Los auténticos. Discos Suicidas, 1998.
- Añorando la 5ª columna. Discos Suicidas, 1999.
- Tratando de sobrevivir. Discos Suicidas, 2001.

Álbumes compartidos
- Ni un paso atrás (en directo) con Porretas, Boikot y Sonora, Realidad Musical, 2008. [Directo]
- La Sevilla del diablo, 2012. [Split con Narco]

## Documental
- Reincidentes, erre que erre. (2013)